# 구 안동 김씨
구 안동 김씨(舊 安東 金氏)는 경상북도 안동시를 본관으로 하는 한국의 성씨이다.

## 역사
《씨족 원류》·《김씨 분관록》· 《증보문헌비고》, 《조선씨족통보》등의 문헌에는 시조가 고려 삼한공신 태사대광 김일긍(金日兢)이라 한다.
족보에는 신라 경순왕의 넷째 아들이라는 대안군 김은열의 둘째 아들인 김숙승(金叔承)을 시조로 삼고, 충렬공 김방경(金方慶)을 중시조로 삼는다.
후손 김효인(金孝印)은 문과에 급제하여 병부상서를 지내고 중서령에 추봉되었다. 그의 아들 김방경(金方慶)은 삼별초를 토벌한 공으로 수태위중서시랑평장사에 올랐으며, 1283년 삼중대광 첨의중찬 판전리사사 세자사로 치사되었다. 추충정난정원공신 상락공(上洛公)에 봉해지고 충렬공의 시호가 내려지고 숭의전에 배향되었다. 후손들이 중시조로 모시고 있다.
김방경의 아들과 손자대에 크게 융성하여 명신을 많이 배출하였는데, 아들 5형제 중 맏아들 김선(金愃)은 전법판서, 둘째 아들 '김흔'(金忻)은 삼중대광 상락군, 셋째 아들 '김순'(金恂)은 판삼사사 상락공, 넷째 아들 '김논'(金惀)은 지밀직사사 천우위대장군을 지냈다.
조선 중기에 김자점이 역적으로 몰려서 처형되었다. 일제강점기에 독립운동가이자 정치인인 김구(金九) 임시정부 주석을 배출하였다. 또한 김구(金九)의 아들 김신(金信)이 한국의 교통부장관을 지냈다.

## 분파
- 파조 김숙영(金叔永): 경순왕 후손으로 공부시랑을 역임하고, 일파를 이루었다.
- 파조 김장(金萇): 김방경의 후손으로 장령을 역임하고, 일파를 이루었다.
  - 김희수(金希壽): 김장의 5세손으로 문과 급제 후 벼슬이 대사헌이었다.
  - 김홍도(金弘度): 김희수의 손자로 문과에 급제하여 벼슬이 전한이었으며, 호당에 올랐다.
  - 김첨(金瞻): 김홍도의 아들로 문과에 급제하여 벼슬이 교리였으며, 호당에 올랐다.
  - 김수(金睟): 문과에 급제하여 판중추부사를 역임하고, 시호가 소의공이며, 청백리에 올랐다.
- 파조 김용(金龍): 방약박사를 역임하고, 일파를 이루었다.
- 파조 김정(金挺): 지보주사를 역임하고, 일파를 이루었다.(보주(甫州)는 지금의 예천(醴泉)으로, 지보주사는 지금의 예천 군수이다.)
- 파조 김구정(金九鼎): 직장을 역임하고, 일파를 이루었다.
  - 김광수(金光睟): 김구정의 현손으로 진사이며, 서원에 배향되었다.
- 파조 김유선(金惟詵): 검교군기감을 역임하고, 일파를 이루었다.
- 파조 김이생(金理生): 판전객시사를 역임하고, 일파를 이루었다.

## 분적
- 수안 김씨 : 김방경의 장자 전법판서 김선(金愃)을 시조로 하고 후손 전리판서 김위(金爲)를 중시조로 한다.
- 수성 최씨 : 김방경의 방계손 수성백(隋城伯) 최영규(崔永奎)을 시조로 한다.

## 정치가

### 고려
- 김효인(金孝印): 병부상서(兵部尙書), 한림학사(翰林學士)를 역임하였다.
- 김방경(金方慶): 왜구를 물리친 공으로 상장군이 되고, 대몽항쟁의 주력이었던 삼별초의 난을 평정하고 행영중군병마원수, 시중 등을 역임하엿으며, 충선왕 때 벽상삼한삼중대광에 추증된 무신으로 시호는 충렬(忠烈)이다.
- 김선(金愃)[또는 김선(金宣)]: 김방경의 장자로 전법판서를 역임하고 상장군 수안군(遂安君)에 봉해졌다.
- 김흔(金忻): 김방경의 차자로 벼슬이 도첨의을 역임하고, 시호가 상락공(上洛公)이다.
- 김순(金恂): 김방경의 셋째 아들로 문과에 급제하여 봉익대부 밀직사부사 문한학사를 지내고 아버지의 작위와 식읍을 이어받아 중대광 상락군(上洛君)에 봉해지고 문영공(文英公)의 시호를 받았다.
- 김승용(金承用): 김순의 조카로 문과에 급제하여 보문각 대제학(大提學)을 역임하였다.
- 김승택(金承澤): 김승용의 아우로 정승(政丞)을 지냈으며, 시호는 양간공(良簡公)이다.
- 김구용(金九容): 김승택의 손자로 문과에 급제하고 대사성(大司成)을 지냈으며, 서원에 배향되었다.
- 김영돈(金永旽): 김순의 아들로 문과에 급제하고 좌정승(左政丞)을 지냈으며, 상락부원군에 봉해지고 문숙의 시호를 받았다.
- 김영후(金永煦): 김순의 아들로 우정승(右政丞)을 지내고 상락후(上洛侯)에 봉해졌으며 시호는 정간공(貞簡公)이다.
- 김사렴(金士廉): 김영후의 손자로 안렴사(安廉使)를 지내고, 서원에 배향되었다.

### 조선
- 김사형(金士衡): 조선 전기 정사공신 1등에 책록되고 좌정승에 임명되고 상락부원군에 봉해졌다. 시호는 익원공(翼元公)이다.[2]
- 김돈(金墩): 김사형의 아들로 문과에 급제하고 이조판서를 지냈다.
- 김승(金陞): 김돈의 아우로 밀직사사를 지냈다.
- 김주(金澍): 김사렴의 7세손으로 문과에 급제하고 대사헌(大司憲)을 지내고, 공신으로서 화산군(花山君)에 봉해졌다. 호당에 뽑혔으며, 시호는 문단공(文端公)이다.
- 김질(金礩): 김승의 손자로 문과에 급제하고 좌의정을 지냈으며, 상락부원군에 봉해졌다. 시호는 문정공(文靖公)이다.
- 김무(金碔): 김질의 아우로 판서를 지내고, 공신으로서 풍양군(豐陽君)에 봉해졌으며 청백리에 뽑혔다.
- 김수동(金壽童): 김질의 조카로 문과에 급제하고 영의정에 올랐으며, 공신으로서 영가부원군에 봉해졌다. 시호는 문경공(文敬公)이다.
- 김찬(金瓚): 김질의 현손으로 문과에 급제하고 이조판서를 지내고, 시호는 효헌공(孝獻公)이다.
- 김수경(金壽卿): 김수동의 아우로 공신으로서 영양군(永陽君)에 봉해졌다.
- 김충갑(金忠甲): 김영돈의 9세손으로 문과에 급제하고 보덕(輔德)을 지냈으며, 서원에 배향되었다.
- 김제갑(金悌甲): 김충갑의 동생으로 문과에 급제하고 충청감사를 지내고, 시호는 문숙공(文肅公)이며, 서원에 배향되었다.
- 김시민(金時敏): 김충갑의 아들로 무과에 급제하고 경상우병마절도사를 지냈으며, 공신으로서 상락군(上洛君)에 봉해졌다. 시호는 충무공(忠武公)이며 충사(忠祠)에 배향되었다.
- 김시약(金時若): 김시민의 아우로 무과에 급제하고 부사를 지냈으며, 서원에 배향되었다.
- 김시양(金時讓): 김시민의 종제로 문과에 급제하고 벼슬이 판중추부사를 지냇으며, 시호는 충익공(忠翼公)이다. 청백리에 뽑혔고, 서원에 배향되었다.
- 김치(金緻): 김시민의 아들로 문과에 급제하고 벼슬이 감사였으며, 호당에 뽑혔다.
- 김득신(金得臣): 김치의 아들로 문과에 급제하고 벼슬이 동지중추부사였다.
- 김휘(金徽): 김시양의 아들로 문과에 급제하고 벼슬이 이조판서였다.
- 김수령(金壽寧): 김방경의 8세손으로 문과에 급제하고 공신으로서 복창군(福昌君)에 봉해졌다. 호당에 뽑혔으며, 시호는 문도공(文悼公)이다.
- 김응하(金應河): 김방경의 11세손으로 조선조 무과에 급제하고 벼슬이 선천 군수였다. 명(明)나라에서 조칙을 내려 요동백(遼東伯)에 봉하였다. 시호는 충무공(忠武公)이며, 충사에 배향되었다.
- 김응해(金應海): 김응하의 아우로 무과에 급제하고 벼슬이 어영대장이었다.
- 김중기(金重器): 김응하의 증손으로 무과에 급제하고 벼슬이 훈련대장이었다.
- 김세익(金世翊): 김응해의 손자로 무과에 급제하고 벼슬이 총융사였다.
- 김흡(金潝): 김세익의 손자로 무과에 급제하고 벼슬이 어영대장이었다.
- 김협(金浹): 김응하의 현손으로 무과에 급제하고 공신으로서 화산군(花山君)에 봉해졌다.

### 근현대
- 김구(金九): 초대 임시정부 국무회의 주석을 지냈다.
- 김신(金信): 김구(金九)의 아들로 한국의 교통부장관을 지냈다.
- 김용만(金容萬): 김구(金九)의 증손자로 한국의 국회의원을 지냈다.

## 항렬자
- 대동항렬(중시조로 1세)

| 21세     | 22세   | 23세     | 24세   | 25세     | 26세   | 27세     | 28세   | 29세     | 30세   | 31세     | 32세   | 33세     | 34세   | 35세     | 36세   | 37세     | 38세   | 39세     | 40세   | 41세     | 42세   | 43세     | 44세   | 45세     | 46세   | 47세     | 48세   | 49세     | 50세   | 51세     |
| -------- | ------ | -------- | ------ | -------- | ------ | -------- | ------ | -------- | ------ | -------- | ------ | -------- | ------ | -------- | ------ | -------- | ------ | -------- | ------ | -------- | ------ | -------- | ------ | -------- | ------ | -------- | ------ | -------- | ------ | -------- |
| 口원(源) | 영(榮) | 口묵(默) | 재(在) | 口회(會) | 태(泰) | 口식(植) | 용(容) | 口교(敎) | 종(鍾) | 口우(雨) | 병(秉) | 口희(熙) | 기(基) | 口현(鉉) | 수(洙) | 口동(東) | 연(然) | 口혁(赫) | 진(鎭) | 口영(泳) | 근(根) | 口병(炳) | 효(孝) | 口용(鏞) | 택(澤) | 口목(穆) | 희(熹) | 口규(圭) | 연(鍊) | 口준(埈) |

## 인구
- 1985년 398,245명
- 2000년 425,264명
- 2015년 519,719명